# Кондрово
Кондрово (на руски: Кондрово) е град в Русия, разположен в Дзержински район, Калужка област. Населението на града към 1 януари 2018 е 14 857 души.